# 32021 Lilyjenkins
32021 Lilyjenkins è un asteroide della fascia principale. Scoperto nel 2000, presenta un'orbita caratterizzata da un semiasse maggiore pari a 2,4203225 UA e da un'eccentricità di 0,1673173, inclinata di 7,98028° rispetto all'eclittica.